# Cryin' (Aerosmith)
Cryin' is een nummer van de Amerikaanse rockband Aerosmith. Het is de vierde single van hun elfde studioalbum Get a Grip uit 1993. Het nummer werd op 20 juni van dat jaar in de VS en Canada op single uitgebracht. Op 1 oktober volgden Europa, Oceanië en Japan.
De plaat werd een hit in Noord-Amerika en Europa, en werd ruim 600.000 keer verkocht. De plaat bereikte de nummer 1-positie in Noorwegen en Polen en de 3e positie in Zweden. In thuisland de Verenigde Staten bereikte de plaat de 12e positie in de Billboard Hot 100 en in Canada werd de 8e positie bereikt. In het Verenigd Koninkrijk bereikte de plaat de 17e positie in de UK Singles Chart.
In Nederland werd de plaat destijds veel gedraaid op Radio 538 en Radio 3 en werd een grote hit. De plaat bereikte de 7e positie in de Nederlandse Top 40 en de 5e positie in de destijds nieuwe publieke hitlijst op Radio 3, de Mega Top 50.
In België bereikte de plaat de 7e positie in de Vlaamse Radio 2 Top 30 en de 8e positie in de Vlaamse Ultratop 50.

## NPO Radio 2 Top 2000
| Nummer met noteringen in de NPO Radio 2 Top 2000 | '14  | '15  | '16  | '17  | '18  |
| ------------------------------------------------ | ---- | ---- | ---- | ---- | ---- |
| Cryin'                                           | 1599 | 1657 | 1882 | 1818 | 1877 |

1. ↑  Een vetgedrukt getal geeft de hoogste notering aan.
2. ↑  2014 was het eerste jaar met een notering voor dit nummer.
3. ↑  Deze tabel is bijgewerkt tot en met de laatste editie (2024).